# Eulecanium alnicola
Eulecanium alnicola är en insektsart som beskrevs av Chen 1962. Eulecanium alnicola ingår i släktet Eulecanium och familjen skålsköldlöss. Inga underarter finns listade i Catalogue of Life.